# Schiffermütze

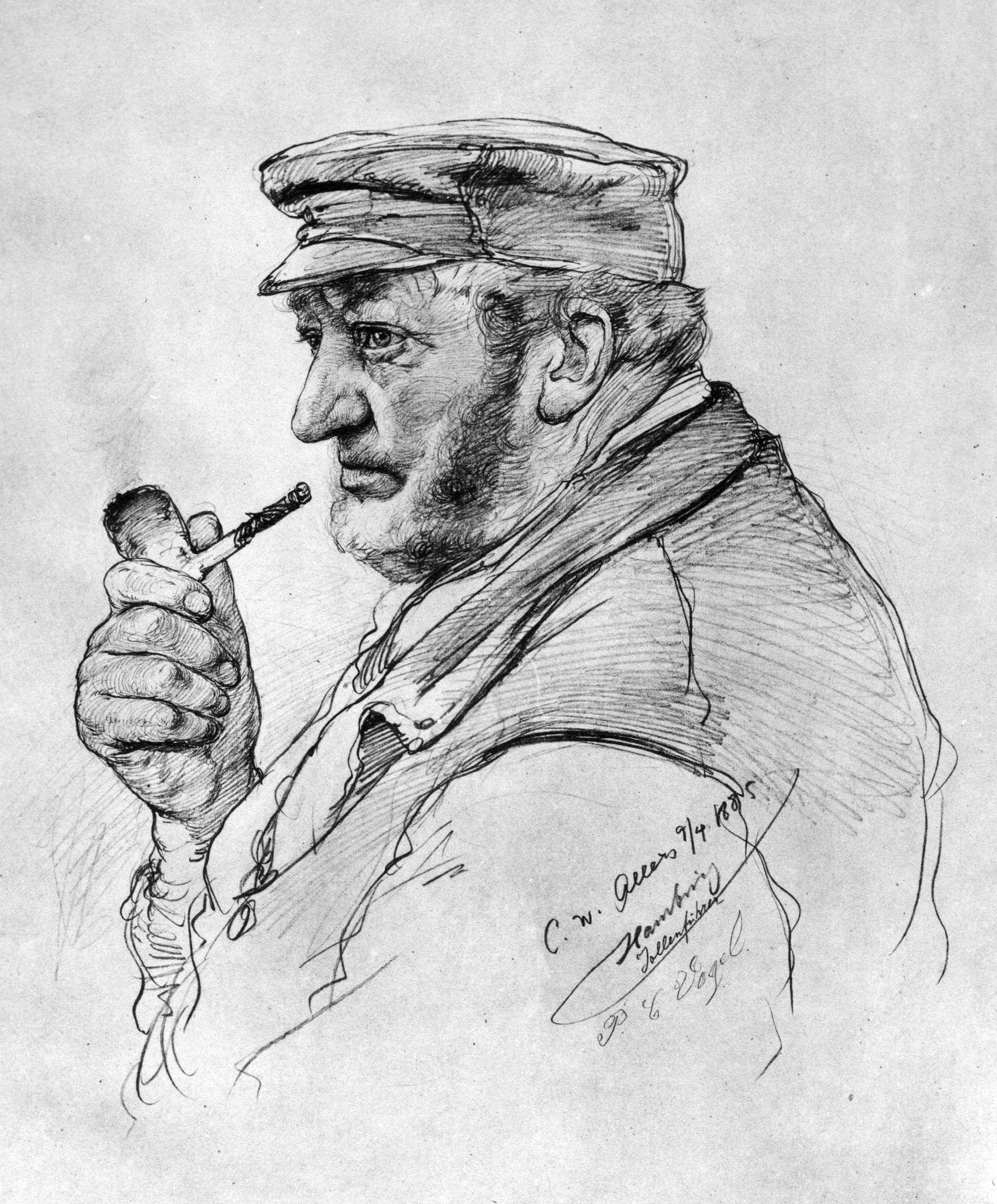
Hamburger Jollenführer mit Mütze, 1885

Die Schiffermütze ist eine Schirmmütze aus Tuch, Leder oder Kunstleder, die ursprünglich gerne von Seeleuten getragen wurde.

## Formen

### Elbsegler

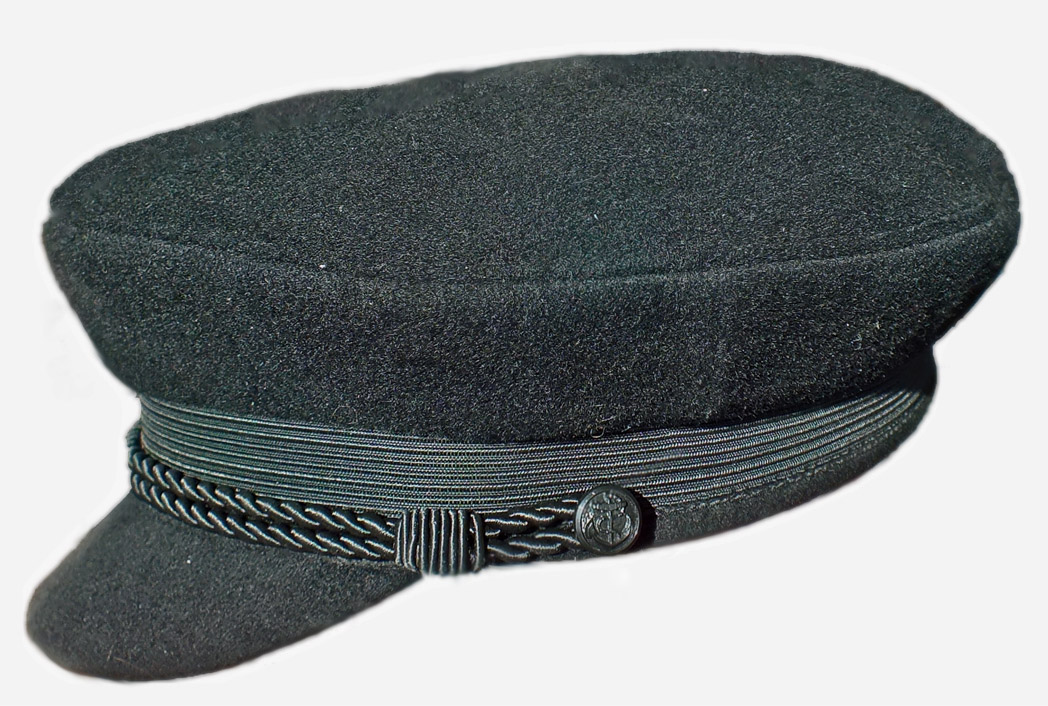
Elbsegler

Der Elbsegler ist eine schlichte, niedrige Seemannsmütze aus schwarzem oder dunkelblauem Marinetuch. Sie hat einen zirka drei Zentimeter hohen Rand und ist mit einem ledernen Sturmriemen vorne am Mützensteg versehen. Heutzutage wird hierbei oft Kunststoff statt Lackleder verwendet. Elbsegler mit Mützenkordel statt des ursprünglichen Sturmriemens nennen sich Reepschläger.

### Altstädter
Eine etwas größere Variante des Elbseglers ist der Altstädter (der Steg ist höher). Er hat statt eines Sturmriemens über dem Mützenschirm eine gedrehte Kordel. Ist der Schirm mit Eichenlaub besetzt (man spricht dann von einem Mützenschirm „mit Besatz“), ist die Mützenkordel geflochten.

### Fleetenkieker
Der Fleetenkieker ist dem Elbsegler ähnlich, jedoch ist der Mützenkörper etwas größer und weicher. Benannt ist diese Form der Schiffermütze nach den Hamburger Fleetenkiekern.

### Elblotsen-Mütze
Die Elblotsen-Mütze oder der Elblotse, auch Helgoländer Lotsenmütze, wird extra für die Hamburger Lotsen angefertigt. Die Mütze hat einen hohen Mützensteg und einen kleinen Mützendeckel, der Mützenschirm ist mit Eichenlaub besetzt. Die Mützenkordel kann gedreht oder geflochten sein. Die Elblotsen-Mütze ähnelt der Prinz-Heinrich-Mütze, wird daher oft mit ihr verwechselt, sodass im Handel immer wieder Angebote von Prinz-Heinrich-Mützen als „Schmidtmütze“ (Schreibweise auch „Schmidt-Mütze“) zu finden sind. Eine Definition des Unterschiedes zwischen beiden Mützentypen ist jedoch nirgendwo belegt. Die als original bezeichnete Prinz-Heinrich-Mütze im Kieler Stadtmuseum ist eine Mütze der Kaiserlichen Marine mit Lack- statt Stoffschirm und ist mit entsprechenden Effekten (Hoheitsabzeichen mit Eichenlaub, Kokarde und Krone) und einem Sturmriemen ausgestattet, nicht mit Kordel. Demnach wäre diese militärische Version als Prinz-Heinrich-Mütze zu bezeichnen, die zivile Variante, anders als im Handel verbreitet, als Elblotsen-Mütze. Die Merkmale in den Proportionen unterscheiden sich ansonsten bei beiden Typen grundsätzlich nicht.
Populär wurde, so wird gemeinhin kolportiert, die Elblotsen-Mütze als „Schmidtmütze“, das „Markenzeichen“ des Bundesministers und späteren Bundeskanzlers Helmut Schmidt.